# Mindervärdeskomplex
Mindervärdeskomplex, mindervärdeskänsla, mindervärdighetskänsla, låg självkänsla, en känsla av kroppslig eller mental underlägsenhet, att känna sig mindre värd än sina medmänniskor. Teorier om fenomenet lades fram av österrikaren Alfred Adler (1870–1937). Motsatsen är storhetsvansinne.